# Perinereis dongalae
Perinereis dongalae är en ringmaskart som först beskrevs av Horst 1924.  Perinereis dongalae ingår i släktet Perinereis och familjen Nereididae. Inga underarter finns listade i Catalogue of Life.